# История виноделия
История виноделия восходит к эпохе неолита. Вино — один из древнейших напитков, издавна известный наряду с мёдом, квасом и пивом.

## Археологические свидетельства
Виноделие возникло после развития виноградарства — освоения людьми культивирования винограда; это произошло в эпоху неолита на Ближнем Востоке. Виноделие начало развиваться около 8000 лет до нашей эры в районе Закавказья, Восточной Анатолии и севера гор Загрос (современный Иран). Древнейшие археологические находки в «квеври» (Грузия) и современном Азербайджане, а именно в Нахичевани — сосуды, в которых хранилось вино, были датированы не менее чем 8000 лет до нашей эры, дата была основана на биохимических анализах, проведённых Музеем археологии и антропологии Пенсильванского университета. ЮНЕСКО признало находку нематериальным культурным наследием Грузии.
На территории современной территории Ирана в заселённом 7000 лет назад районе Хаджи-Фируз (северная часть гор Загрос), при раскопках, организованных археологом Мэри М. Фойгт, нашли кувшины вместимостью около девяти литров, с желтоватым осадком. Анализ выявил наличие веществ, которые однозначно указывали на виноградное вино. Кувшины были встроены в земляной пол вдоль стены «кухни» неолитического глинобитного дома, датированного около 5400—5000 годы до нашей эры. По состоянию на 2009 год это была самая древняя находка, указывающая на производство вина. Считается, что уже тогда был выращен вид винограда, аналогичный современному Vitis vinifera, из которого изготавливают и большинство современных вин. Виноделие применялось в целях хранения скоропортящихся сортов винограда. Был ли получаемый напиток специально предназначен для опьянения, неизвестно.
Виноделие распространялось на соседние регионы, проникая в Месопотамию, на Кипр и в Грецию.
На территории Греции обнаружены следы целенаправленной прессовки винограда, относящиеся к V тысячелетию до н. э., что может служить свидетельством раннего производства вина в этом регионе.
В 2010 году в пещере Арени-1 в Армении обнаружена древнейшая из известных виноделен, датированная 4100—4000 годами до н. э..
По данным археологии, в Древнем Египте вино употребляли уже в 3150 году до н. э..
В 1980 году в гробнице в Синьяне (провинция Хэнань, Китай) обнаружили 2 целые бутылки с вином, разлитым в 1300 году до н. э. Это вино считается самым старым в мире.
В 1867 году в гробнице римского аристократа близ города Шпайера в Германии была обнаружена бутылка с жидким вином, датированная между 325 и 350 годами н. э., известная как бутылка вина из Шпайера.

## Древний период
Во II тысячелетии до н. э. через финикийцев виноделие распространилось по Средиземноморью. Со временем вино стало одним из наиболее значимых культурных символов для разных народов Средиземноморья и заняло важное место в их мифологии и ритуалах, а впоследствии и в христианском богослужении (см. Евхаристия).

### Древний Ближний Восток

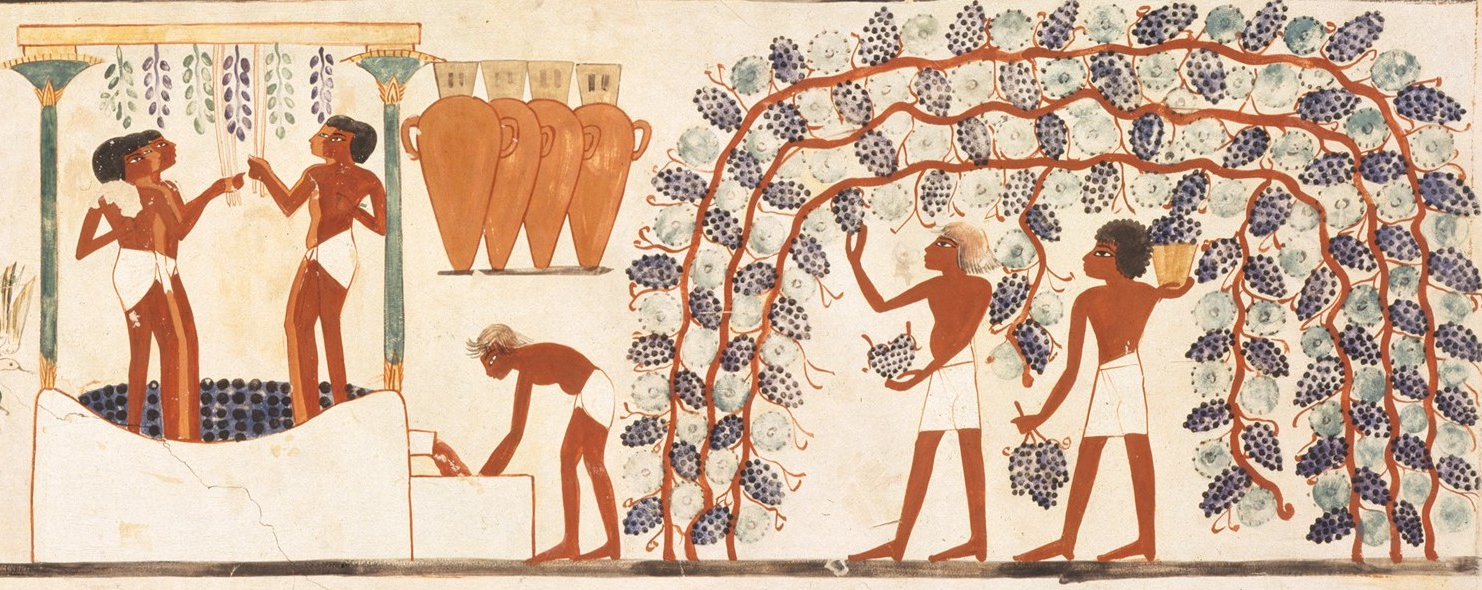
Рисунок (копия) из гробницы Нахта, XV век до н.э., Древний Египет. Выставлено в Метрополитен-музее

В Древнем Египте вино употребляли уже в 3150 году до н. э. Множество кувшинов со следами вина были найдены в захоронениях времен II династии (XXIX—XXVII века до н. э.), печати на глиняных пробках сосудов свидетельствуют о развитии виноградарства в Нижнем Египте. Слава о винодельческом хозяйстве фараона Джосера сохранялась многое время после его смерти; помимо собственных виноделен фараонов, вино поступало в казну в качестве налога и военного трофея; в то же время для самого фараона существовал официальный запрет на вино.
Один из богов египетского пантеона Осирис, царь загробного мира, судья душ усопших, был богом вина и возрождения. Вино, наряду с пивом, обожествлялось и предлагалось в подношениях богам. Погреба и давильни имели божественного покровителя, чей иероглиф означал давильню. Древние египтяне знали по крайней мере 24 сорта вина, вино пили и мужчины и женщины.
В древнеегипетской литературе образ хорошей земли описывался так: «там и виноград, и вина больше, чем воды»; заметное место занимает вино и в любовной лирике.
В ходе расшифровки древнеегипетских иероглифов удалось прочесть записи, касающиеся технологии возделывания тёмного винограда.
В древней Месопотамии уже в 2700 году до н. э. поклонялись богине вина и другим винным божествам, регулярно подносили богам пиво и вино.
Большой вклад в развитие виноградарства внесли финикийцы, распространив виноделие по всей Северной Африке, включая Карфаген, Южной Испании, Сицилии. Карфагенский писатель Магон составил наставления о том, как следует ухаживать за лозой. Многие технологии виноградарства и виноделие переняли у финикийцев древние греки.

### Греция

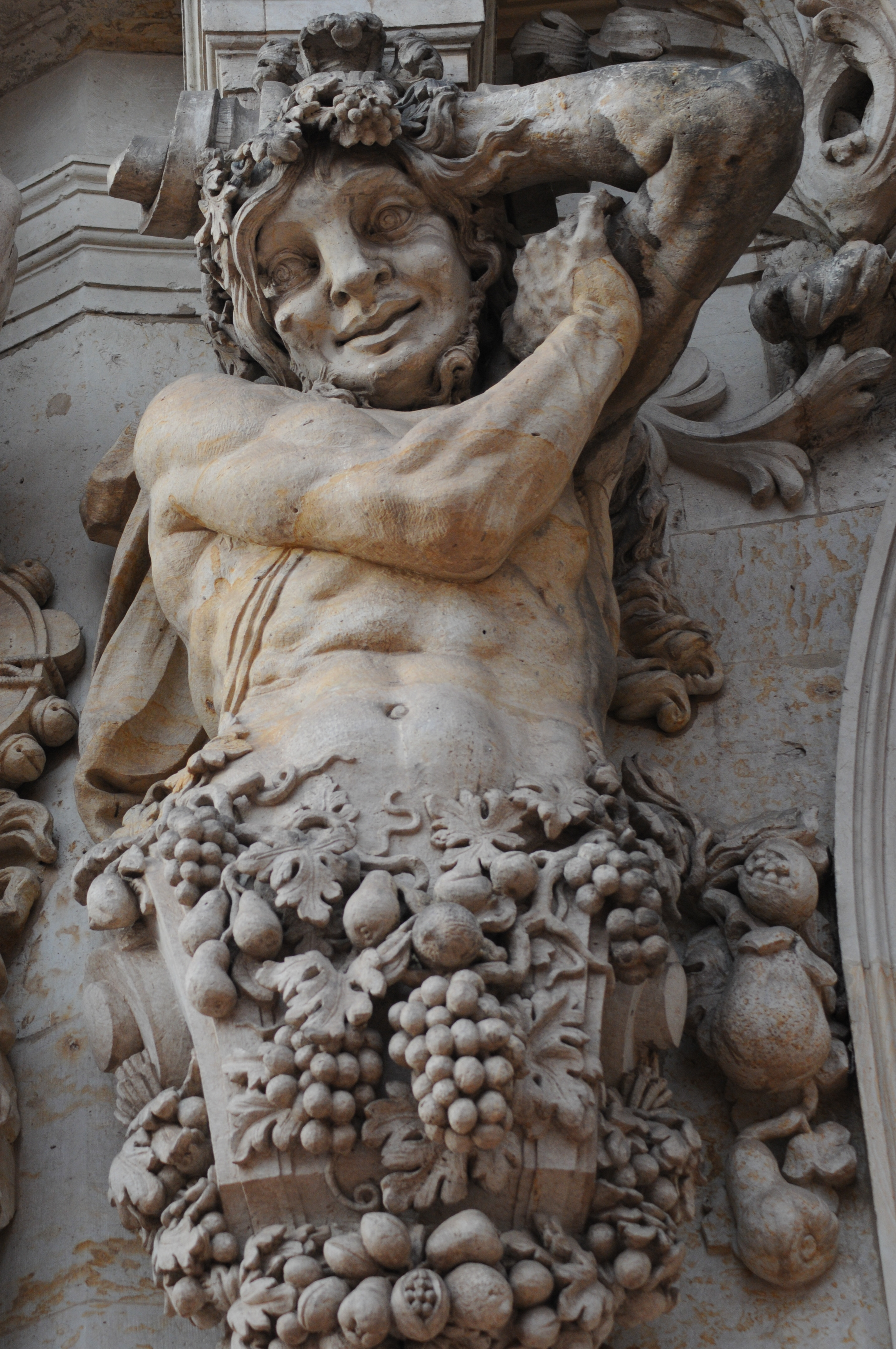
Древнегреческий бог виноделия Дионис

Искусство виноделия дошло до греческого полуострова около 2000 года до н. э. Уже к 1700 году до нашей эры, виноделие в Греции стало обычным делом. Позднее, виноделие стало важной отраслью экономики, а вино — одним из основных предметов экспорта.
В течение следующих тысяч лет вино выполняло одну и ту же функцию, оно было включено в религиозные ритуалы. Оно стало важным напитком для приёма гостей, в медицинских целях, стало неотъемлемой частью ежедневной трапезы. Вино пили тёплым и охлаждённым, чистым и разбавленным водой, простым и с пряностями. Вина считались настолько важными для греков, что их употребление считалось отличительной чертой греческой культуры; те, кто не пил вино, считались варварами.
Фукидид считал, что жители Средиземноморья распрощались с варварством тогда, когда стали возделывать виноград и оливу.
Греки были одними из самых умеренных в употреблении вина народов. Это, видимо, было связано с их правилами умеренного употребления алкоголя, их традициями умеренности во всём. Исключением из этих традиций был культ Диониса, когда считалось, что опьянение приближает людей к их божеству.
В то время бытовое пьянство было редким явлением, опьянение же на пирах и праздниках было обычным делом. Такая важная составляющая мужского времяпрепровождения у греков, как симпосии, как правило, заканчивалась пьянством. В древнегреческой литературе нет сведений о пьянстве среди греков, однако на это есть ссылки от других народов.
Философы Ксенофонт (431—351 годы до н. э.) и Платон (429—347 годы до н. э.) высоко ценили умеренное употребление вина и считали, что оно благотворно влияет на здоровье людей, но оба они указывали на проблемы пьянства. Платон считал, что никто в возрасте до восемнадцати лет не должен пить вино. Гиппократ (около 460—370 годы до н. э.) выявил целебные свойства вина, которое уже давно использовалось в терапевтических целях. Аристотель (384—322 годы до н. э.) и Зенон (около 336—264 годы до н. э.) также критиковали пьянство.
Македоняне рассматривали невоздержанность, как признак мужественности и были хорошо известными пьяницами.
Вино употреблялось в классической Греции на завтрак, во время проведения симпозиумов, в I веке до н. э. оно употреблялось большинством римских граждан. Греки и римляне, как правило, пили разбавленное вино (1 часть вина и около четырёх частей воды).
Древние греки умели выдерживать вино. Некоторые вина хранились в запечатанных глиняных амфорах много лет.

### Рим

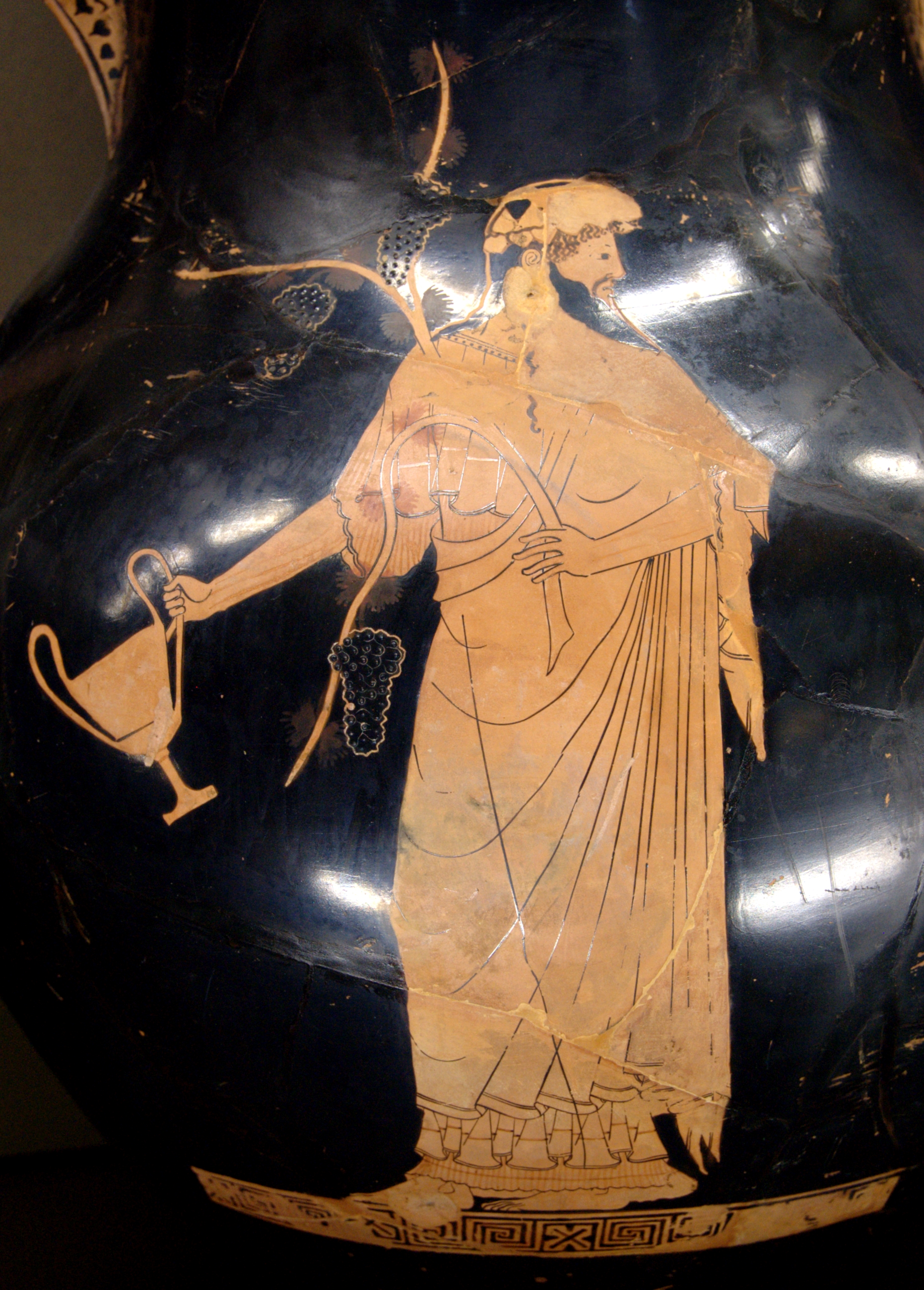
«Дионис с канфаром». Амфора работы Берлинского вазописца, Лувр

Римляне переняли виноградарство и виноделие у греков, ввели множество усовершенствований и распространили виноделие по всем территориям Римской империи, которые имели годные почвенно-климатические условия.
Ещё до нашей эры было переведено наставление Магона о виноградарстве, на эту же тему писал и Катон Старший. Венцом древнеримского виноградарства стало сочинение Колумеллы, в котором он советовал вместо деревьев использовать для опоры длинных лоз специальные шпалеры.
Римляне считали вино «демократическим» напитком. Вино было доступно рабам, крестьянам, женщинам и аристократам. Чтобы обеспечить стабильные поставки вина для римских солдат и колонистов, во всех частях империи культивировалось виноградарство и виноделие. Римляне разбавляли вино водой. Вино также использовалось для религиозных целей и для подношения богам.
В Риме греческий Дионис, бог растительности, виноградарства и виноделия, был известен как Вакх (Бахус или Либер). Римляне проводили праздники, на которых вино подавали гостям в течение всего дня вместе с тремя переменами блюд.
Домашнее вино считалось более престижным, чем покупное.
Употребление пива в Древнем Риме постепенно заменялось вином.

## Средневековый период

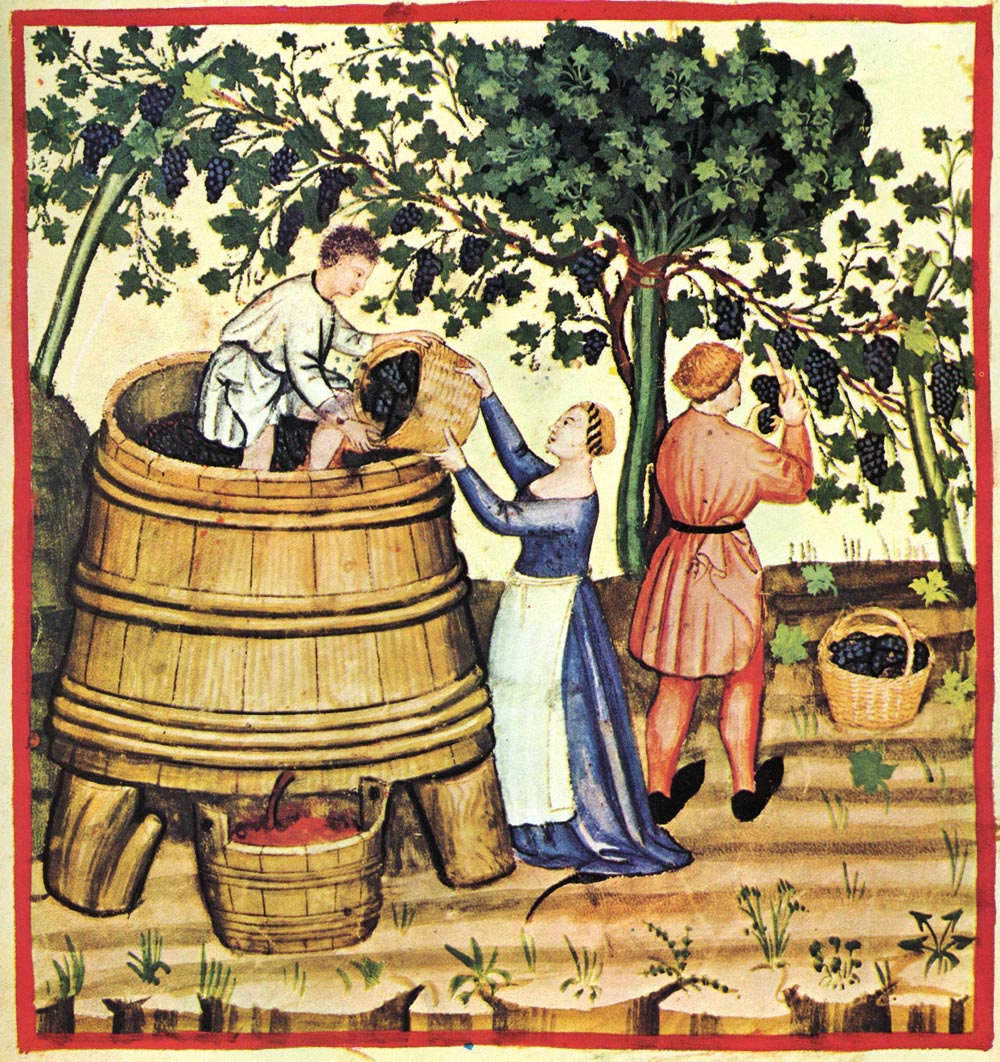
Tacuinum Sanitatis, XVI век

Культура выращивания винограда к этому времени распространилась на более северные регионы Европы, а также по Азии и Африке. В Европе виноделие было наиболее развито во Франции, Италии, Испании, Португалии, Германии, Венгрии.
В этот период определились почти все наиболее известные винодельческие регионы Европы. Заметное значение в разведении винограда стали играть монастыри, там велись работы по выведению новых сортов.
Если виноградарство в Средние века приближалось по отработанности и сложности приёмов к современным технологиям, то собственно виноделие было очень далеко от современных методов. В Средние века вино потреблялось в течение одного года после приготовления, так как максимальный срок, в течение которого вино не портилось настолько, что его оставалось только выбросить, составлял 1 год. Молодое вино ценилось больше, и производители старались продать вино нового урожая как можно быстрее, или же избавиться от уже полежавшего вина, смешивая его с более молодым, против чего издавались многочисленные запреты. С учётом чуть лучшей сохранности, виноделам было выгоднее изготовлять высококислотное вино.
В Европе во времена Средневековья виноградное вино оставалось прерогативой высших классов.
При антисанитарии средневековой Европы потребление алкогольных напитков помогало избегать заболеваний, передающихся через воду, таких как холера. Пить вино и пиво было безопаснее, чем воду, которая, как правило, бралась из загрязнённых источников. Содержащийся в напитках спирт способствовал их дезинфекции и сохранности в течение нескольких месяцев. По этой причине их хранили на борту парусников, как важный (или даже единственный) источник жидкости для экипажа, особенно во время дальних плаваний.

## Новое время

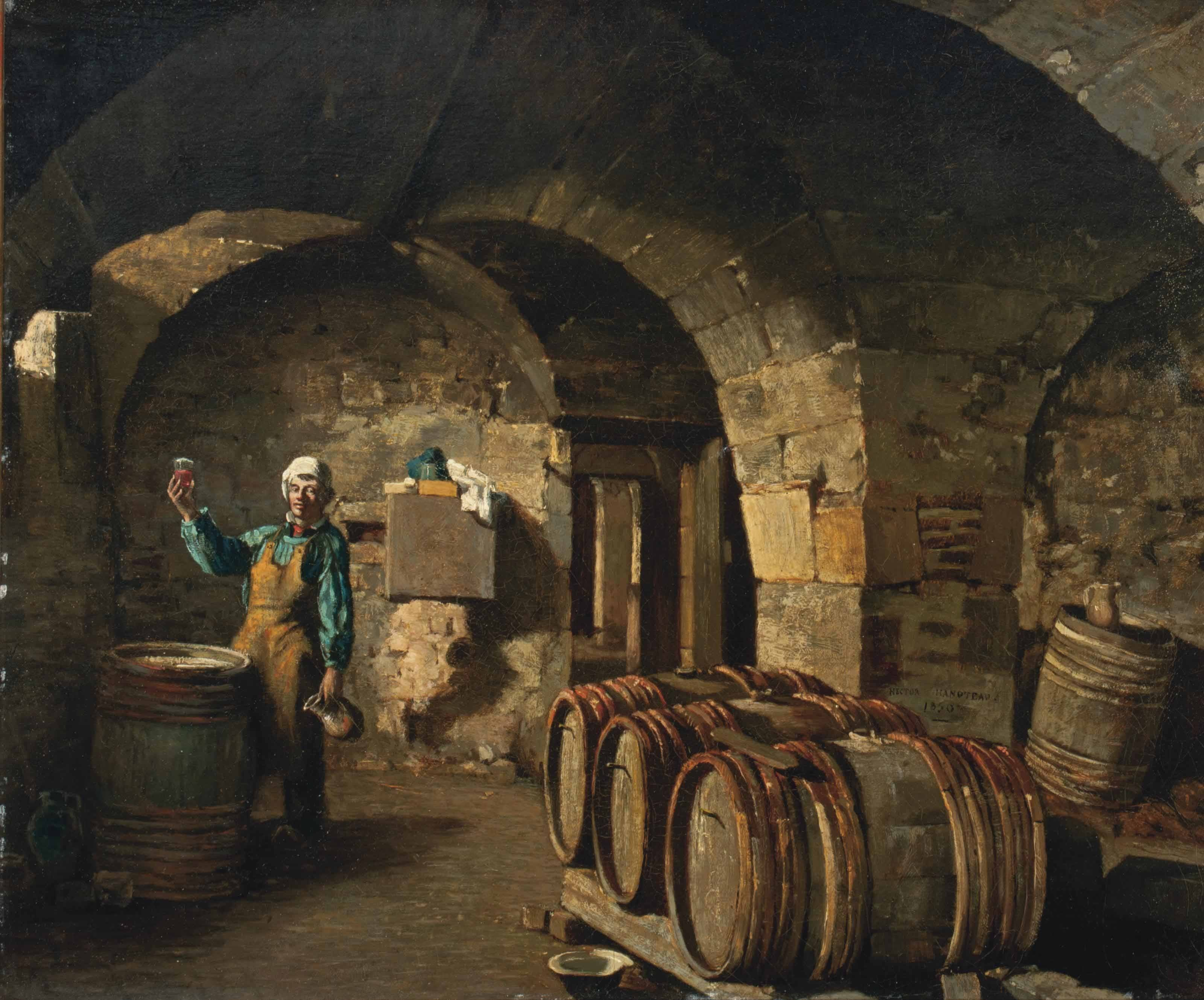
Эктор Аното Дегустатор вин, 1850

Большинство вин, производимых в Северной Европе того времени были легкотекучими, светлого цвета и с низким уровнем алкоголя. Такие вина не могли выдерживаться и со временем зауксусивались. Производители вин не считали необходимым нести затраты на выдержку вина. К XVI веку выдержанные вина делались только в странах Средиземноморья.
В XVII веке произошли 2 события, которые коренным образом изменили винодельческую промышленность. Первое — использование пробки и стеклянных бутылок, что позволило хранить и транспортировать вина в практически герметичной среде. До этого в бутылки вино разливали только перед подачей на стол, а для хранения использовались бочки. Второе событие — рост популярности креплёных вин (портвейн, мадера и херес). Добавление алкоголя использовалось в качестве консерванта, позволяя винам выдерживать длительные морские путешествия в Англию, Америку и Ост-Индию.
В течение XVII столетия конкуренция со стороны креплёных вин, а также новомодных напитков (кофе, какао), подстегнула улучшения качества вин, их сортового состава, методов приготовления и хранения, и привела к созданию современных типов вина в первой половине XVIII века.
Если на конец XVII века наиболее ходовым товаром ещё было ординарное низкосортное молодое вино, то на XVIII век приходится создание красных вин лучших марок, выдерживаемых по 5 лет и более и сохранивших известность и популярность и по сей день.
При колонизации европейцами новых территорий, традиционное европейское виноделие распространялось по Новому Свету, в XVI веке испанцы начали возделывать виноград в Мексике, а позже — в Перу, Чили и Аргентине; в Калифорнии и Австралии виноградарство начало развиваться с конца XVIII века. В Северной Америке местный дикорастущий виноград эндемичных видов, который был частью рациона индейцев, был сочтён непригодными для изготовления вина, в результате в Америку были завезены европейские сорта винограда.
Во 2-й половине XIX века большинство виноградников Европы пострадали от виноградной филлоксеры и грибковых болезней, что повлекло упадок виноделия. К 1885 году производство вина упало с 80 до 25 млн гектолитров. Восстановление виноградников и возвращение объёма виноторговли и качества вин к прежнему состоянию заняло много времени и потребовало значительных средств.

### Новые типы вина
В XVII веке дебютировало игристое шампанское. Одним из первых пропагандистов игристого вина был французский монах Периньон. Пьер Периньон внёс ряд новшеств в технологию его производства, открыл возможности купажирования, соединял соки разных сортов винограда, стал разливать вина в бутылки с толстым стеклом, что позволяло безопасно удерживать углекислый газ, который ранее разрушал бочки. Периньон одним из первых стал делать затычки в бочках из коры пробкового дуба.
В 1786 году Антонио Бенедетто Карпано основал в Турине первое промышленное предприятие по выпуску вермута, креплёного вина, ароматизированного полынью, а также фруктами, пряными и лекарственными растениями.

### В России
Виноделие приобретает практическое значение в России во 2-й половине XIX века. Основателем виноделия в России можно считать князя Л. С. Голицына, создавшего винодельческие центры в Массандре и Абрау-Дюрсо.